# راتس‌کوه
{{Infobox settlement|name=راتس‌کِوِه|native_name=Ráckeve|native_name_lang=|settlement_type=شهر|image_skyline=Ráckeve, Savoyai-kastély.JPG|image_alt=|image_caption=قصر ساووی|image_flag=Flag of Ráckeve.svg|flag_alt=|image_seal=|seal_alt=|image_shield=HUN Ráckeve Címer.svg|shield_alt=|nickname=|motto=|image_map=|mapsize=|map_alt=|map_caption=|image_map1=|mapsize1=|map_alt1=|map_caption1=|pushpin_map=Hungary|pushpin_label_position=|pushpin_map_alt=|pushpin_map_caption=|latd=۴۷٫۱۳۱۱۶|latm=|lats=|latNS=N|longd=۱۸٫۹۴۷۴۷|longm=|longs=|longEW=E
راتس‌کِوِه (به مجاری:  Ráckeve) یک سکونتگاه مسکونی در مجارستان است که در استان پشت واقع شده‌است.

## خصوصیات
راتس‌کِوِه ۶۴٫۰۹ کیلومترمربع مساحت و بر اساس آمارگیری ۲۰۰۸، ۹٬۷۲۶ نفر جمعیت دارد.

## خواهرخوانده
شهرهای Kovin، باکتالورانت‌هازا، کالدن و Ciumani خواهرخوانده‌های راتس‌کِوِه هستند.

## نگارخانه

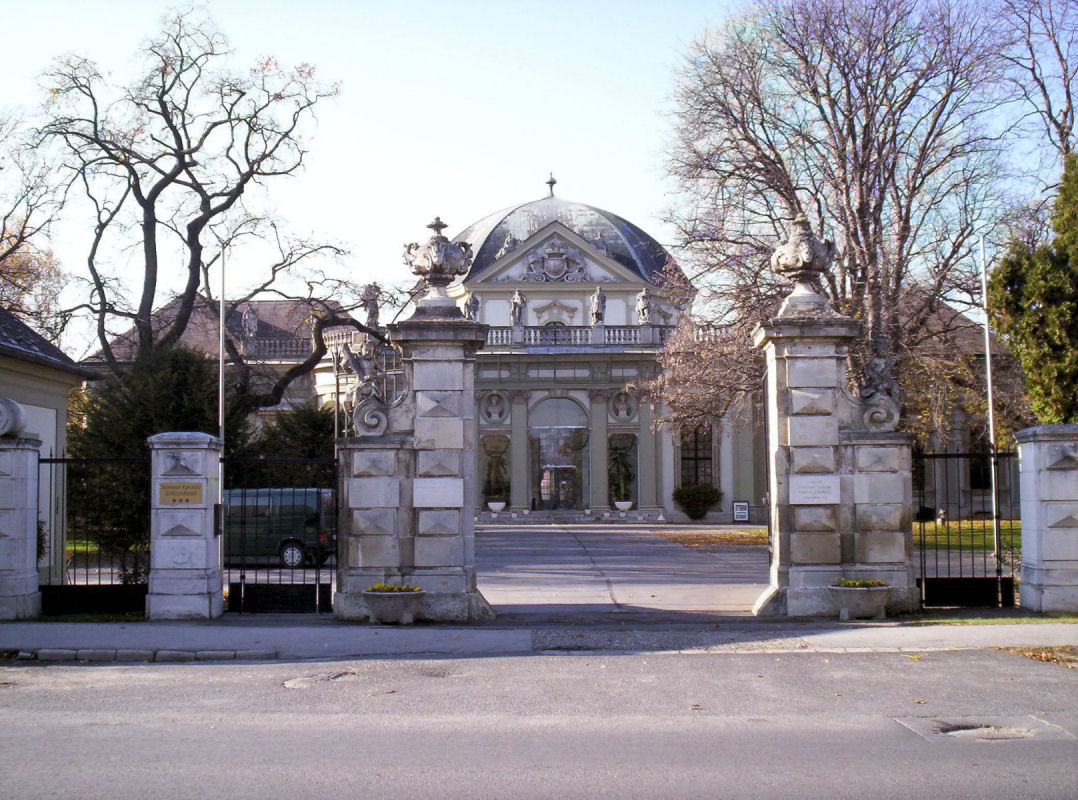
قصر ساووی، مربوط به قرن هجدهم
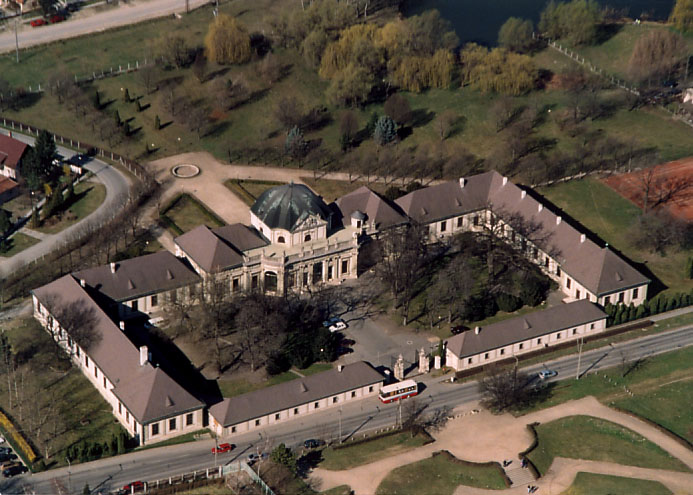
قصر ساووی